# Palicourea effusa
Palicourea effusa är en måreväxtart som beskrevs av Paul Carpenter Standley. Palicourea effusa ingår i släktet Palicourea och familjen måreväxter. Inga underarter finns listade i Catalogue of Life.